# Justus Vingboons

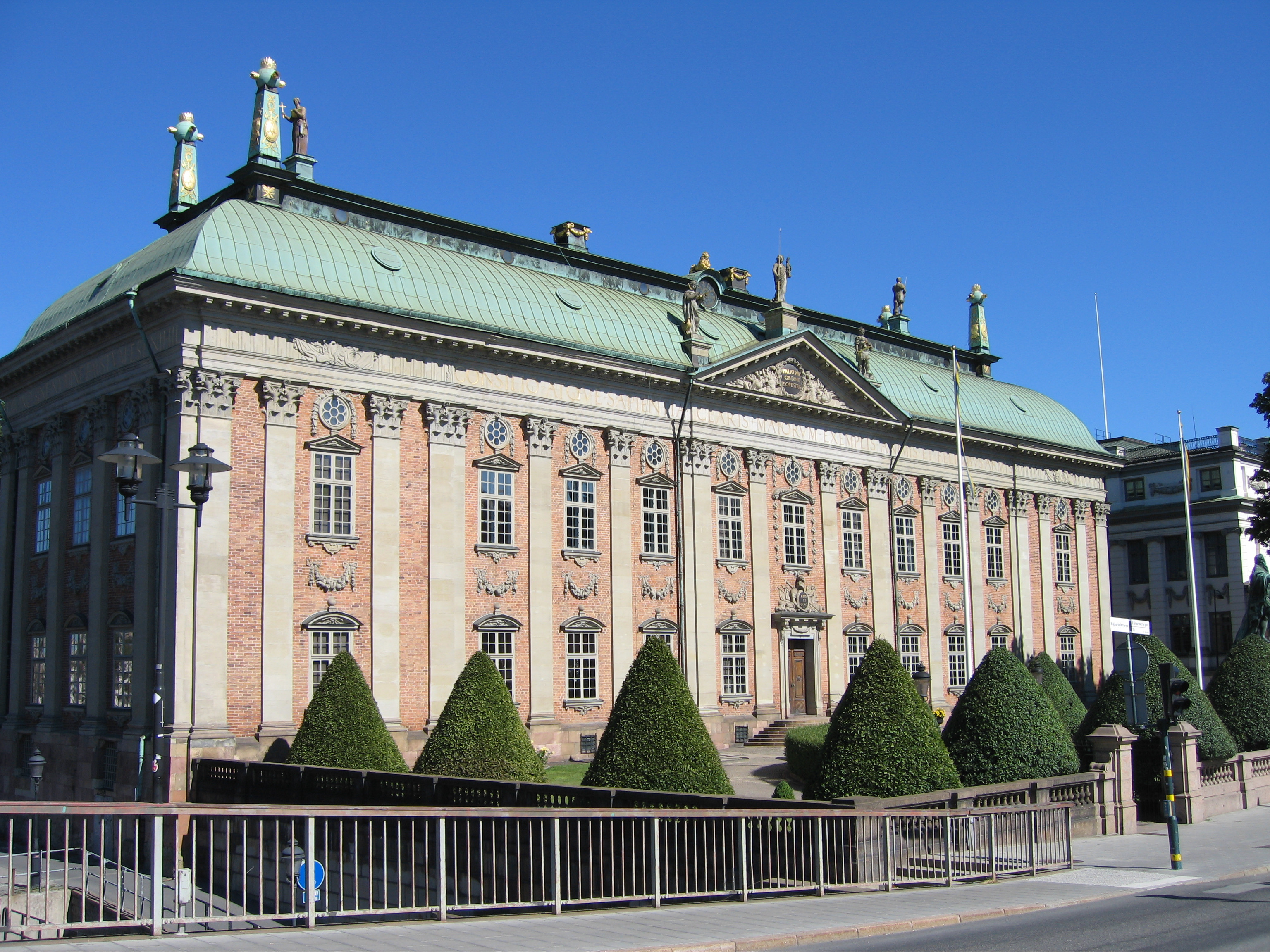
Riddarhuset i Stockholm.

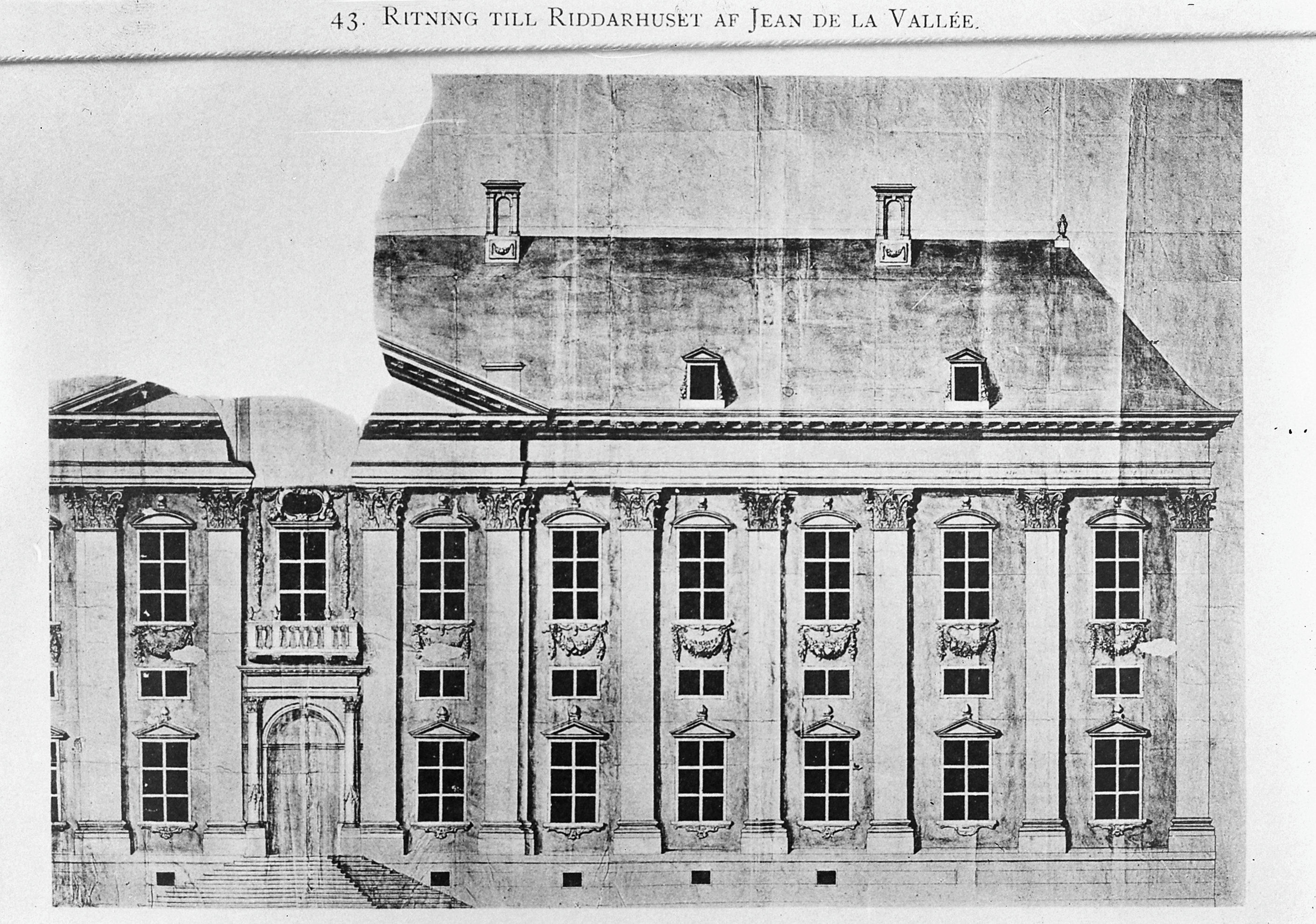
Designritning av Justus Vingboons 1656 för Riddarhuset Stockholm.

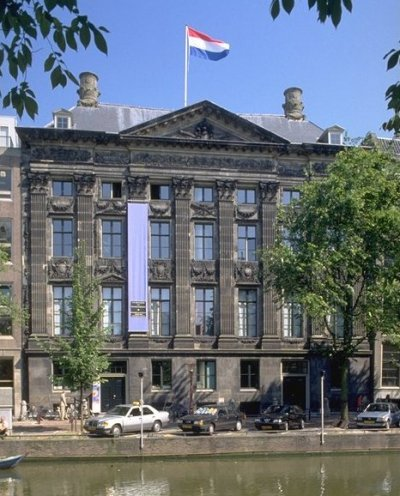
Trippenhuis i Amsterdam.

Justus Vingboons (även Joest Winckboons eller Wingboons), född cirka 1620, död 1698, var en nederländsk arkitekt, verksam i Amsterdam. I Sverige var han verksam 1653-1656, då han i Stockholm uppförde Riddarhuset i Stockholm efter Jean de la Vallées ritningar, i vissa detaljer efter egna projekt.
Justus Vingboons var son till en målare och bror till den mer kände arkitekten Philip Vingboons. Liksom brodern arbetade Justus i den nederländska klassicistiska stilen. Endast ett mindre antal av hans byggnader är idag kända, en av dessa är Riddarhuspalatset, där Vingboons, enligt Ragnar Josephson, var den som, med utgångspunkt i det arbete som hans föregångare hade gjort, "satte den definitiva prägeln på huset", d.v.s. han ritade fasaden. De svenska uppdragsgivarna blev missnöjda, dels för att Vingboons inte höll tidsramen, dels för att man ansåg att hans årslön på 800 riksdaler var för hög. Vingboons återvände 1656 till Amsterdam. 
I Amsterdam finns det andra hus som han idag är känd för, det så kallade Trippenhuis (1662) på Kloveniersburgwal 29, ett stadspalats för de förmögna köpmannabröderna  Louys och Hendrick Trip. Huset ansluter i stil till den vanliga holländska palladianismen, men är rikare dekorerad, och det är möjligt att det är dialogen med andra arkitekter som han blev tvingad till vid arbetet på Riddarhuset som gav impulserna till denna fasadutformning (Josephson). Vingboons anses även vara arkitekten till husen Herengracht 257 (1661) och Herengracht 390-392 (1665) i Amsterdam.